# Антиперспірант

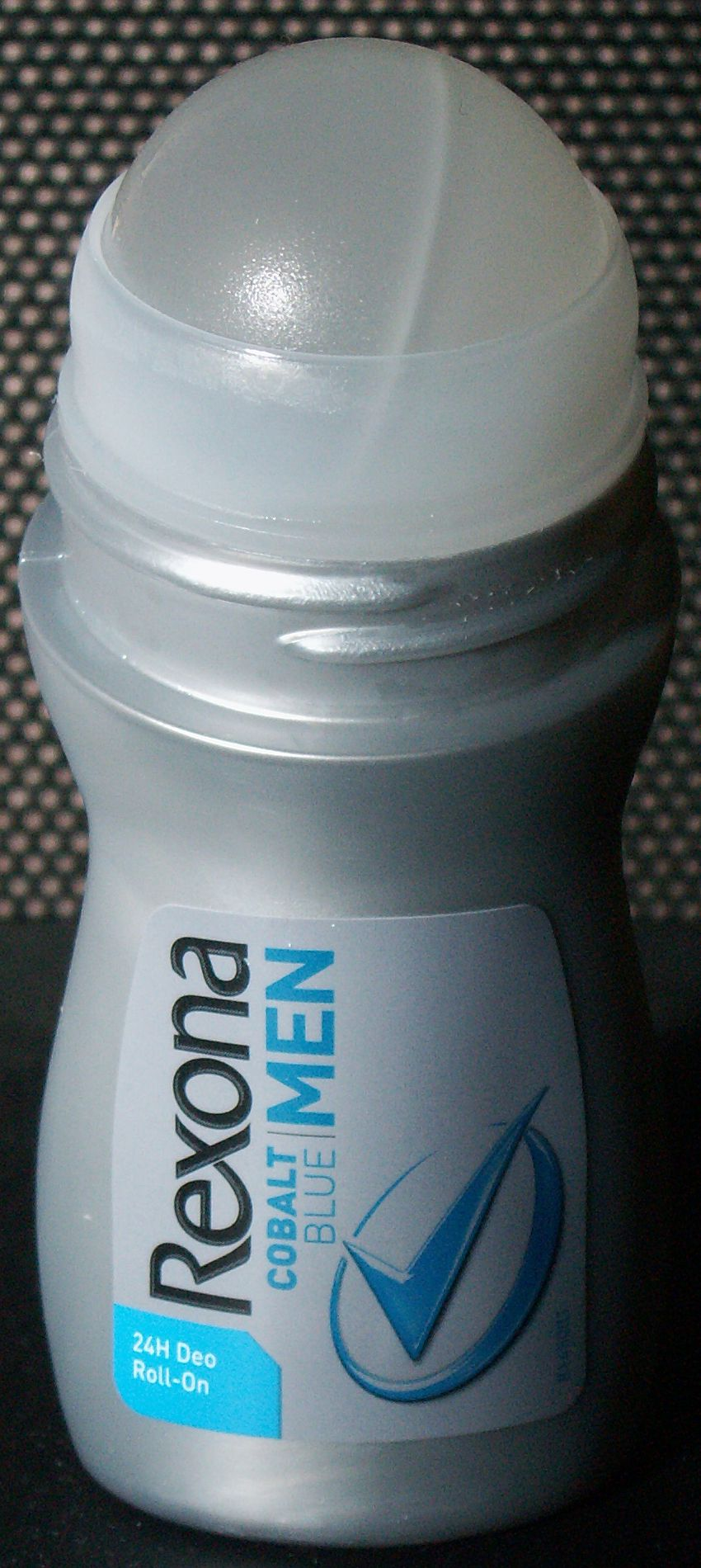
Кульковий антиперспірант, з дезодоруючими добавками

Антиперспірант (дав.-гр. αντι «проти» + англ. perspiration — «піт, потовиділення») — косметичний засіб, призначений для усунення неприємних для людини запахів, викликаних потовиділенням, а саме — запобігає виділенню поту. Використовується на певних ділянках тіла, де піт викликає найбільші незручності, наприклад, на ногах, у зоні пахви, чи на руках. Сучасні антиперспіранти випускають у вигляді аерозолів, кульок, стіків, кремів, гелів, порошків, мила та олівців.

## Склад
Основні компонентами можуть бути солі алюмінію, цинку, або таніни, квасці, етиловий спирт, винно-кам'яна кислота. Як правило, в такі засоби додають дезодоруючі інгредієнти. Діють лише на екзокринні залози, не мають впливу на потовиділення організму в цілому. Їхня дія полягає у закритті вивідних проток потових залоз, зменшуючи тим самим процес потовиділення. Застосовують їх вранці, після душу. Бажано не використовувати їх в сауні, в лазні і при інтенсивних фізичних навантаженнях — скрізь, де людина пітніє занадто сильно, оскільки, коли піт не має виходу назовні, можуть виникнути локальні набряки в місцях застосування.
Тальк та пудри та інші сипучі препарати здатні добре вбирати піт. Використовують їх також після душу, однак на мокру шкіру не наносять. Якщо в складі тальку (пудри) є бактерицидні добавки або солі алюмінію, препарат може одночасно служити дезодорантом і антиперспірантом. Для дуже сухої шкіри тальки і пудри не підходять.